# Општина Љубиње
Општина Љубиње је општина у Источној Херцеговини, у Републици Српској, БиХ. Сједиште општине је у граду Љубињу. Према подацима Агенције за статистику Босне и Херцеговине на попису становништва 2013. године, у општини је пописано 3.511 лица. Територија општине је 318,5 км2. Становништво се у последњих петнаестак година бави углавном пољопривредом.

## Насељена мјеста
Подручје општине Љубиње чине насељена мјеста: Банчићи*, Вардуша (горња и доња), Влаховићи, Вођени, Глеђевци, Грабље, Градац, Дубочица, Жабица, Жрвањ, Ивица (горња и доња), Капавица, Крајпоље, Кртиње, Крушевица, Љубиње, Мишљен, Обзир, Поцрње, Пустипуси, Ранковци, Рђуси, Убоско.
Највећи дио пријератне општине Љубиње остао је у саставу Републике Српске. У састав Федерације БиХ ушао је дио насељеног мјеста Банчићи.
На подручју општине Љубиње образовано је 8 мјесних заједница: Виногради, Вођени, Дубочица, Крајпоље, Крушевица, Љубиње I, Љубиње II, Убоско.

## Историја
Први пут се спомиње у 14. вијеку, a као насељено мјесто се први пут изричито спомиње у документима 1404. године.
Године 1168. све околне српске области (Зета, Травунија, Захумље и Неретљанска област) је преузео Стефан Немања. Под влашћу Немањића ће и остати све до краја династије. Растко Немањић је у младости од оца Стефана Немање добио Захумље на управу. Још увијек су у овим крајевима жива многобројна предања везана за Светог Саву. Касније је подручје Љубиња било и у саставу босанске државе Твртка I, а након њега се смјењују многи обласни господари, до пада под Турке.
Турска владавина трајала је од 1466. па све до 1878, када их смјењује Аустроугарска. На почетку турске владавине на овим подручјима Љубиње је било центар за источну Херцеговину чије су ингеренције досезале на истоку до границе са Црном Гором и на западу до Мостара, обухватајући и Мостар.
На Берлинском конгресу 1878. године Аустроугарска је добила мандат да окупира Босну и Херцеговину. Дана 14. августа 1878. године аустроугарска војска је умарширала у Љубиње, чиме је окончана турска владавина на овим просторима. Године 1908. Аустроугарска је извршила анексију Босне и Херцеговине, која ће остати у њеном саставу до краја Првог свјетског рата. и коначног ослобођења 1918. године када је српска војска умарширала у Љубиње.

## Културно-историјски споменици

### Црква Рођења Пресвете Богородице у Љубињу
Црква у Љубињу је направљена 1866. године. Грађена је од камена, има звоник на преслицу са три звона, једно је оштећено у току 1941. године (Други свјетски рат). Црква је прекривена цријепом, више пута је обнављана, као и задњи пут 1998. године. Дрвени иконостас попуњен је са иконама на платну, које се завршавају Христовим Распећем. Посебну вриједност има Св. Јеванђеље, које црква добила из Русије заједно са литијом на којој је лик Христа и Богородице, прилог Зорке Радоњић (1901) Уз цркву је направљена школска зграда 1878. која је 1959. национализована, а 1992. враћена је цркви, да би 1998. зграда била реновирана.
Одлуком из 2005. године Црква Рођења Пресвете Богородице у Љубињу са некрополом стећака је проглашена националним спомеником.

### Црква Рођења Господа Исуса Христа у Љубињу
Вријеме одлуке о градњи храма дошло је у данима када је цијело хришћанство славило 2000. година трајања. Све је упућивало на славу Рођења Исуса Христа, па је и овај храм посвећен том највећем догађају за историју човјечанства. Дана 11. јуна 2000. године освештани су темељи грађевине новог Саборног храма у Љубињу према пројекту архитекте Љубише Фолића, уз благослов епископа захумско-херцеговачког г. Григорија и умировљеног г. Атанасија. На дан Рођења Пресвете Богородице, 21. септембра 2004, обављено је освештање новог Саборног храма.

### Црква Св. великомученика Лазара, село Влаховићи
Црква Св. великомученика Лазара је по постанку стара; по народном предању саграђена је у периоду послије косовске битке. Историјски извори потврђују да је ктитор цркве, кнез Влаћ Бијелић, живио у 15. вијеку. Његов син, војвода Вукосав Влаћевић, послије очеве смрти је проширио цркву. По народном казивању, послије рањавања у борби, војвода Вукосав је на самрти заклео своје другове да га донесу у родни крај и сахране га у очевој Цркви. Подаци о ктиторима налазе се уклесани на њиховим надгробним споменицима који се налазе у поду цркве. Надгробна плоча кнеза Влаћа лежи близу часне трпезе у знак поштовања према ктитору ове цркве, а плоча његовог сина војводе Вукосава лежи у дограђеном дијелу цркве.
У својој прошлости црква је неколико пута рушена и обнављана, док није добила данашњи облик. Црква је озидана клесаним каменом и врло је висока и прекривена каменим плочама. У поду цркве налазе се двије велике надгробне плоче (стећка), једна испред олтара, а друга на улазу у цркву са натписом црквенословенској ћирилици.

Плоча испред олтара има дужину 190 цм и ширину 128 цм. Њен натпис говори да је ту сахрањен њен ктитор — 
 † Асе лежи кнезь Влаћь Биелићь у свои црькви у Светомь Лазару. Чловече тако да ниеси проклеть нетикаи у ме.

Плоча поред улаза у цркву има дужину 214 цм и ширину 190 цм. Њен натпис гласи — 
 † Асе лежи Вукосавь воевода Влаћевићь смомь друговахь дружиномь и загибох на размирној краине ко (са) мога господина и донесоше ме дружина на своју племениту баштину и да е проклеть тко ће ме такнути.

У близини цркве налази се некропола стећака и активно православно гробље. Више читавих стећака са некрополе је у бурној прошлости искоришћено за израду високог зида црквене порте. Испред цркве се налази још један средњовјековни надгробни споменик (стећак), на ком се налази лошије очуван натпис који гласи — 
 † Асе лежи Вукац Вуч[и]хнићь [на племенитој] види се зламение чтио[че помени]те а вась Б[о]гь благосло[вио сиече и пише ковачь] Прибисавь.
Одлуком из 2009. године Црква Св. великомученика Лазара у Влаховићима са некрополом стећака је проглашена националним спомеником.

### Црква Св. Василија Острошког, село Мишљен
Село Мишљен је смјештено на висоравни 606 м. планине Липнице 1.067 м која се благо спушта према западу између пјешивца 951 м и Илине Главе 804 м. Не зна се тачно од када потиче црква на Мишљену, али се поуздано зна да је у старој Цркви на Мишљену служио јеромонах Свети Василије Острошки око 1660. године. Стара црква вјероватно потиче из доба Немањића. Црква је проширена 1900. године и направљена је ова садашњег облика. Озидана је од камена и прекривена плочом и звоником на преслицу и једним звоном.

### Црква Св. Пророка Илије, село Градац
Градац је смјештен на сјевероисточном ободу Љубињског поља и јужним падинама Ђурђеве главе, на надморској висини око 500 м. Према народном предању, Црква у Градцу је саграђена у вријеме Немањића у 13. вијеку. То је најстарија црква у овоме крају коју зову Матица црква и до данас је добро очувана. Дужина цркве је 5 м, ширина 4 м и висина 3,50 м. Црква је једнобродна озидана клесаним каменом и прекривене каменим плочама са звоником на преслицу и једним звоном. Обнављана је више пута, а 1910. насута је за једну степеницу и ударен је под тако да је измијењен њен првобитни изглед. Довратници на улазним вратима су из једног дијела. Изнад врата постоје три камена натписа, као и један са лијеве стране израђен крст испод којег се налази натпис у коме се помиње Градац и Црква. Из једног натписа на врху може се прочитати име Књаз Лазар. Изнад врата на плочи пише: „Ови звоник на Храму Пророка Илије подиже се 25.3.1890. год“. У цркви нема фресака.

### Црква Св. Преображења Господњег, село Крајпоље
Село Крајпоље смјештено је испод планине Илије и удаљено је од Љубиња 4 км. У средњем вијеку подигнута је црква која је крајем 15. вијека порушена од стране Османлија. Према предању, вјерници овога села дали су завјет да ће да подигну нову. Освећење камена темељца нове цркве на новој локацији извршио је митрополит Владислав 23. јула 1988, да би 10. септембра 1989. године извршио освећење новосаграђеног храма.

### Црква Св. Вазнесења Господњег, село Жабица
Село Жабица смјештено је на обронцима брда Илије, дијели се на Горњу и Доњу Жабицу. У Доњој Жабици налази се православна црква посвећена Вазнесењу Господњем. Црква је старија, грађена од камена прекривена са цријепом, обновљена 1905. године.

### Црква Св. Вазнесења Господњег, село Рђуси
Село Рђуси се налази на путу за Убоско, 10 км од Љубиња. На темељима старе цркве направљена је данашња црква 1868. године. Црква није велика, зидана је од камена и прекривена каменим плочама и звоником на преслицу са једним звоном. То је била и зграда прве српске школе која је подигнута 1878, као и потом парохијска кућа, и то је све порушено у Другом свјетском рату. Натпис на Цркви — 
 Овај Свети Храм у славу Вазнесенија Христовог подигоше Православни Срби из Поцрња, Убоска и Ранковца уз помоћ остале браће 1871. год.

## Становништво
|             | 2013.          | 1991.          | 1981.          | 1971.          |
| Укупно      | 3 511 (100,0%) | 4 172 (100,0%) | 4 516 (100,0%) | 4 837 (100,0%) |
| Срби        | 3 469 (98,80%) | 3 748 (89,84%) | 3 840 (85,03%) | 4 170 (86,21%) |
| Бошњаци     | 12 (0,342%)    | 332 (7,958%)1  | 407 (9,012%)1  | 532 (11,00%)1  |
| Хрвати      | 10 (0,285%)    | 39 (0,935%)    | 55 (1,218%)    | 62 (1,282%)    |
| Црногорци   | 5 (0,142%)     | –              | 24 (0,531%)    | 16 (0,331%)    |
| Неизјашњени | 5 (0,142%)     | –              | –              | –              |
| Остали      | 5 (0,142%)     | 34 (0,815%)    | 11 (0,244%)    | 16 (0,331%)    |
| Муслимани   | 2 (0,057%)     | –              | –              | –              |
| Непознато   | 2 (0,057%)     | –              | –              | –              |
| Југословени | 1 (0,028%)     | 19 (0,455%)    | 159 (3,521%)   | 17 (0,351%)    |
| Роми        | –              | –              | 17 (0,376%)    | 8 (0,165%)     |
| Албанци     | –              | –              | 3 (0,066%)     | 1 (0,021%)     |
| Словенци    | –              | –              | –              | 13 (0,269%)    |
| Македонци   | –              | –              | –              | 2 (0,041%)     |

1. 1 На пописима од 1971. до 1991. Бошњаци су пописивани углавном као Муслимани.

## Политичко уређење

### Општинска администрација
Начелник општине представља и заступа општину и врши извршну функцију у Љубињу. Избор начелника се врши у складу са изборним Законом Републике Српске и изборним Законом БиХ. Општинску администрацију, поред начелника, чини и скупштина општине. Институционални центар општине Љубиње је насеље Љубиње, гдје су смјештени сви општински органи.
Начелник општине Љубиње је Стево Драпић испред Српске демократске српске, који је на ту функцију ступио након локалних избора у Босни и Херцеговини 2020. године. Састав скупштине Општине Љубиње је приказан у табели.

## Знамените личности
- Гојко Ђого, српски књижевник, пјесник и есејиста.
- Ђорђе Ђурић, српски одбојкаш.
- Душан Козић, српски политичар и предсједник Владе Републике Српске (1994—1995)
- Нектарије Круљ, митрополит Српске православне цркве.
- Мирослав Тохољ, српски књижевник, политичар и министар информисања у Влади Републике Српске.
- Здравко Чолић, српски пјевач, отац из Влаховића.

## Галерија
- Јама Ржани до
- Јама Пандурица - споменик
- Јама Пандурица